# Пътят към Авонлий
„Пътят към Авонлий“ (на английски: Road to Avonlea) е телевизионен сериал, първо излъчен в Канада и САЩ между 1990 и 1996. Той е създаден от Кевин Съливан и продуциран от Sullivan Films заедно със CBC и Дисни Ченъл с допълнително финансиране от Telefilm Canada.
Той е адаптиран от следните книги на Луси Мод Монтгомъри (автор на Анн от Зелените покриви, която Съливан преди това адаптира като Анн от Зелените покриви през 1985 и Анн от Зелените покриви: Продължението през 1987): The Story Girl, Златният път, Хрониките на Авонлий и По-нататъшни хроники на Авонлий.
Някои епизоди на шоуто са превърнати в независими книги от различни автори. Издадени са около 30 заглавия.
В САЩ, заглавието му е скъсено само на Avonlea и много епизоди са с променени заглавия или са пренаредени. Когато сериалът е издаден на VHS и DVD в Съединените щати, заглавието е променено от Пътят към Авонлий на Истории от Авонлий (Tales of Avonlea).
Сериалът е поставен в измисления малък град Авонлий, на остров Принц Едуард, в началото на 20 век (1903–1912). Там 10-годишната наследничка от Монреал Сара Станли е изпратена от богатия си баща да живее с двете си неомъжени лели, Хети и Оливия Кинг, за да бъде близо до страната на семейството на покойната си майка. Фокусът на сериалът се премества с годините от взаимодействията на Сара с новооткритите ѝ роднини, до истории за семейство Кинг. По-късни епизоди се съсредоточават повече на жителите на Авонлий, които са свързани със семейство Кинг. Сара Поли напуска сериала през 1994, завръщайки се като гост в 6-и и 7-и сезон.
След самият сериал е сниман филм през 1998 г., който отново събира героите, „Весела Коледа, мис Кинг“ (известен също като Коледа в Авонлий).

## Герои

### Главни герои
- Сара Станли (в ролята Сара Поли) – Сара е авантюристично десетгодишно момиче, свикнало с изтънчен живот, включително с гледачка, в Монреал, което трябва да се научи да се приспособява към по-простия живот в Авонлий. Нейната майка е Рут Кинг, сестра на Хети, Алек, Роджър и Оливия, която умира от туберкулоза, когато Сара е пеленаче. Когато бащата на Сара попада в беда, той урежда Сара и нейната гледачка Луиза да останат за известно време в Авонлий. Сара остава без гледачката си и живее с неомъжените си лели Хети и Оливия в Роуз Котидж. В 3-5-и сезони, Сара се занимава най-вече със сватосване в Авонлий. Това предизвиква много противоречия в консервативното градче Авонлий. След 5-и сезон Сара Поли напуска сериала. В средата на 6-и сезон Сара прави дългоочакваното си повторно появяване. Гледачката ѝ Луиза и леля Хети започват да планират бъдещето ѝ без да се консултират със Сара. Сара от своя страна има собствени планове. Тя копнее да стане писателка и кандидатства в престижното писателско училище в Париж. В крайна сметка Луиза и леля Хети се съгласяват с желанията на Сара да посещава училище в Париж. По-късно тя се връща за сватбата на Фелисити в края на сериала. Сара не се появява във филма „Коледа в Авонлий“.

- Хенриета „Хети“ Кинг (в ролята Джаки Бъроус) – Хети е улегналата, без чувство за хумор, на средна възраст учителка в Авонлий и глава на семейство Кинг като най-възрастна. Тя живее в Роуз Котидж със сестра си Оливия и племенницата си Сара. В по-късните сезони Хети спира да преподава, за да пише. Докато Сара е в Европа с гледачката си, Хети взема у дома си г-жа Линд и близнаците Дейви и Дора Кийт. Тя първоначално играе героиня, наречена г-жа Амелия Евънс в „Анн от Зелените покриви“. По-късно Хети започва да преподава отново. Във филма „Коледа в Авонлий“ тя планира празничен концерт с учениците си. Хети е лошо наранена преди концерта и докато е в болницата ѝ се казва, че има тумор и трябва да претърпи рискована операция. Туморът е успешно премахнат и Хети може да присъства на концерта, който е ръководен от Фелисити.

- Оливия Кинг (в ролята Маг Ръфман) – Оливия е по-обичливата и най-млада от братя и сестри Кинг. Оливия е по-чувствителната и социална от двете лели на Сара и повечето от преживяванията в сериала са свързани с нейните социални контакти с други граждани на Авонлий. По-късно тя се омъжва за Джаспър Дейл и напуска Роуз Котидж. Преди брака си Оливия започва да работи като репортер за местния вестник. Чрез тази работа Оливия се сближава с Джаспър Дейл. Това е така, защото той прави фотографиите за нейните истории, което продължава да прави след техния брак. Джаспър и Оливия имат син на име Монтгомъри и по-късно осиновяват Алиша, бебе на един от техните служители в консервната фабрика. Тя е двойник на Лаис Лосън, дъщерята на г-н Лосън в смесения магазин Лосън, която също се играе от Маг Ръфман. Във филма „Коледа в Авонлий“, Джаспър изпуска кораба за Авонлий и Оливия започва да поставя под въпрос брака си с него. Тя обмисля да напусне Джаспър и да остане в Авонлий. Когато Джаспър ѝ изпраща музикална кутия за Коледа Оливия осъзнава, че все още го обича. Тя решава да си отиде у дома в Лондон.

- Алек Кинг (в ролата Седрик Смит) – Алек е брат на Хети и Оливия, първородния син и чичо на Сара. Той е фермер и живее със семейството си до Роуз Котидж във фермата Кинг.

- Джанет Кинг (в ролята Лали Кадо) – Джанет е обичливата, но с независим ум съпруга на Алек. Тя е майка на Фелисити, Феликс, Сесили и Даниъл Кинг. Тя има сестра, Абигейл.

- Фелисити Кинг (в ролята Джема Зампрона) – Фелисити е по-възрастната дъщеря на Алек и Джанет. Тя често настоява да поеме отговорности на възрастните и чувства, че превъзхожда по-малките си братя и сестра и братовчедката си Сара. В течение на сериала тя иска да бъде съпруга, учител, доктор, но в крайна сметка управлява домът за безпризорни деца на Авонлий. В началото на 2-ри сезон тя се сближава с Гас Пайк. Гас е дори първата ѝ целувка. По-късно тя приема предложението за женитба на Гас – само за да научи, че той е изгубен в морето. По-късно Гас е открит жив и сляп. Фелисити връща Гас в Авонлий и се оженва за него в края на сериала. Във филма Гас е отишъл да се бие във войната след като възвръща зрението си и Фелисити открива, че е бременна с нейното и неговото първо дете. [1]

- Феликс Кинг (в ролята Закари Бенет) – Феликс е по-възрастния син на Алек и Джанет. Той е пакостлив и често попада в беда. Феликс се сприятелява с Изи, дъщерята на новата учител вдовецът г-н Петибоун, който поема след като Хети напуска. В по-късните сезони е началото на романс между Феликс и Изи.

- Сесили Кинг (в ролята Хармъни Крамп, а по-късно Моли Аткинсън) – Сесили е тихата, по-малка дъщеря на Алек и Джанет. Смяната на актриси става след като Сесили се разболява от туберкулоза и отива а санаториум в Съединените щати. Тя се интересува повече от фермената работа от брат си Феликс и Алек обмисля да остави на нея фермата.

- Даниъл Кинг – Най-малкото дете на Алек и Джанет, родено в края на сезон 2. Той често досажда на своите брат, сестри и братовчеди.

### Второстепенни герои
- Рейчъл Линд (в ролята Патриша Хамилтън) – Рейчъл е местната сплетница и самоназначена морална пазителка на Авонлий. Нейната героиня първоначално се появява в Анн от Зелените покриви. В началото на сериала Рейчъл живее с най-добрия си приятел, Марила Кътбърт в Зелените покриви. След смъртта на Марила, Рейчъл получава удар и се премества при приятелката си (и понякога враг) Хети Кинг и те възпитават Дейви и Дора Кийт.

- Гас Пайк (в ролята Майкъл Махонън) – Гас е млад вагабонтин, който си спечелва уважението на гражданите. (сезони 2-5) Той е известен на зрителите с употребата си на крайморски английски. Гас също е моряк и напуска Авонлий за известно време, за да открие майка си, която той мисли за умряла преди много време. След ураган се предполага, че той е загинал, но е открит от Фелисити и Хети на източния бряг на Съединените щати. Когато го откриват, той е сляп и те го връщат в Канада за операция за възвръщане на зрението му. След операцията той се оженва за Фелисити.

- Илайза Уорд (в ролята Кей Тремблей) – Илайза е леля на Джанет и Абигейл. Елайза идва във фермата Кинг на няколко посещения и се оказва ексцентрична и надменна. По-късно в сериала Илайза се премества при семейство Кинг и става постоянен член на фермата Кинг, където нейното остроумие и мъдрост стават незаменими за семейство Кинг.

- Джаспър Дейл (в ролята Р. Х. Томсън) – Джаспър е срамежлив, заекващ фотограф и изобретател, който в крайна сметка се оженва за Оливия. Джаспър и Оливия купуват местната консервна фабрика в по-късни сезони.

- Марила Кътбърт (в ролята Колийн Дюхърст) – Марила е по-толерантната най-добра приятелка на Рейчъл. Тя също е героиня, доведена от „Анн от Зелените покриви“'. След като отглежда Анн Шърли, тя решава да осинови децата на далечната си роднина, Мери Кийт, когато тя умира. Макар че Рейчъл първоначално се противопоставя на решението, Дейви и Дора Кийт намират дом с Марила в Зелените покриви. След като Марила внезапно умира, Рейчъл Линд продължава да се грижи за Дейви и Дора в Зелените покриви. След като Рейчъл получава удар, тя, Дейви и Дора се преместват в Роуз Котидж с Хети и Сара. (Сезони 1-3: героинята изчезва след смъртта на актрисата през 1991)

- Дейви Кийт (в ролята Кайл Лабин) – Дейви е племенникът сирак на Марила, който, заедно със сестра си Дора идва да живее в Зелените покриви. Дейви е див и буен, често попада в беди. По-късно той, Дора и Рейчъл се преместват в дома на Кети след смъртта на Марила и ударът на Рейчъл. Той и Хети наистина не се спогаждат. Той не се появява в „Коледа в Авонлий". В „Анн от Зелените покриви: Продължаващата история“Ан Шърли се натъква на Рейчъл Линд. Рейчъл информира Анн, че Дейви се е постъпил в армията за войната и започва да плаче.

- Дора Кийт (в ролата Ашли Мъскрофт, Линдзи Мърел) – Дора е сестрата на Дейви и племенничка сирак на Марила, която идва да живее в Зелените покриви с Марила и Рейчъл. За разлика от Дейви, Дора се държи добре и има сладка природа.

- Мюриъл Стейси Петибоун (в ролята Мерилин Лайтстоун) – Мюриъл Стейси е учителка, повишена в директорка, и съперничка на Хети. Двете жени са истински полярни противоположности. Нейната героиня също първоначално се появява в „Анн от Зелените покриви“. По-късно в поредицата, Мюриъл се връща за постоянно в Авонлий, където поема магазина от семейство Лосън и се омъжва за Клайв Петибоун. Макар че не се появява в „Коледа в Авонлий“, Мерилин Лайтстоун разказва началото на филма.

- Клайв Петибоун (в ролята Дейвид Фокс) – Клайв, вдовец, се премества в Авонлий с трите си деца, за да поеме учителстването в училището на Авонлий от Хети. Той е бивш полковник и затова първоначално е крайно строг с дисциплината. Скоро след пристигането в града и за него и за Хети се разкрива, че са успешни писатели на романи, пишещи с псевдоними. По-късно той е повишен на управител и се жени за Мюриъл Стейси.

- Изолда „Изи“ Петибоун (в ролята Хедър Браун) – Изи е буйната дъщеря на Клайв, най-малка от неговите дъщери. Тя бързо се сприятелява с Феликс Кинг и в края на краищата става негов романтичен интерес. Като дете тя се стреми да бъде като баща си и има амбиции да стане генерал в Британската армия. Тя има двама по-възрастни братя, Морган и Артър.

- Артър Петибоун (в ролята Закари Ансли) – Артър е най-възрастно от децата на Клайв и е много по-възрастен от брат си и сестра си. Първоначално той изпитва неприязън към баща си заради смъртта на майка си, но тяхната връзка постепенно се подобрява след като семейство Петибоун се премества в Авонлий. За известно време той е съперник на Гас за обичта на Фелисити. Меланхоличен, интелектуален и ексцентричен младеж, Артър учи за ветеринар.

- Клара Потс (в ролята Мая Ардал) – Клара е една от основните клюки на града, тя много обича Фелисити, която е съперничка на дъщеря ѝ Сали. Клара често е виждана с Юлали Бюгл. Марила не се грижи за нея. Тя произлиза от „Анн от Зелените покриви“.

- Юлали Бюгл (в ролята Барбара Хамилтън) – Юлали е една от клюките на града, тя е представена в първия епизод на сезон 3, тя най-често е виждана с Клара Потс или Рейчъл Линд.

- 'Андрю Кинг (в ролята Джоел Блейк) – Андрю е друг братовчед на семейство Кинг, изпратен да живее на фермата Кинг по същото време като Сара в сезони 1 и 2. Баща му е Роджър Кинг, най-младият брат на Хети и Алек. Роджър и Рут са родени точно с една година разлика.

- Питър Крейг (в ролята Миклош Перлус) – Питър е момче работник на възрастта на Сара. Син на Мод Крейг, той работи във фермата в първи сезон.

- Пег Бауен (в ролята Сюзън Кокс) – Пег е отшелничка и билкарка, която се счита за вещицата на Авонлий.